# Vitlax
Vitlax (Stenodus leucichthys) är en fiskart som först beskrevs av Johann Anton Güldenstädt 1772.  Vitlax ingår i släktet Stenodus och familjen laxfiskar. Inga underarter finns listade i Catalogue of Life.
Fiskens ursprungliga levnadsområde var Kaspiska havet och angränsande vattendrag. Arten höll under vintern till i havet vid ett djup av 20 till 50 meter. Den vandrade före sommaren upp till 3000 kilometer långa sträckor.
Könsmognaden infaller för honor vid 2 år och för hannar vid 5 till 8 år. Äggläggningen sker i september och oktober. På vägen tillbaka till havet dog flera individer. Ungarna äter fiskägg och vuxna exemplar andra fiskar.
Beståndet försvann på grund av nya dammbyggnader och av överfiske. Population påverkas av den introducerade Stenodus nelma. Mellan arterna förekommer hybrider. Endast i fiskodlingar finns arten kvar. IUCN kategoriserar arten globalt som Utdöd i vilt tillstånd.

## Bildgalleri

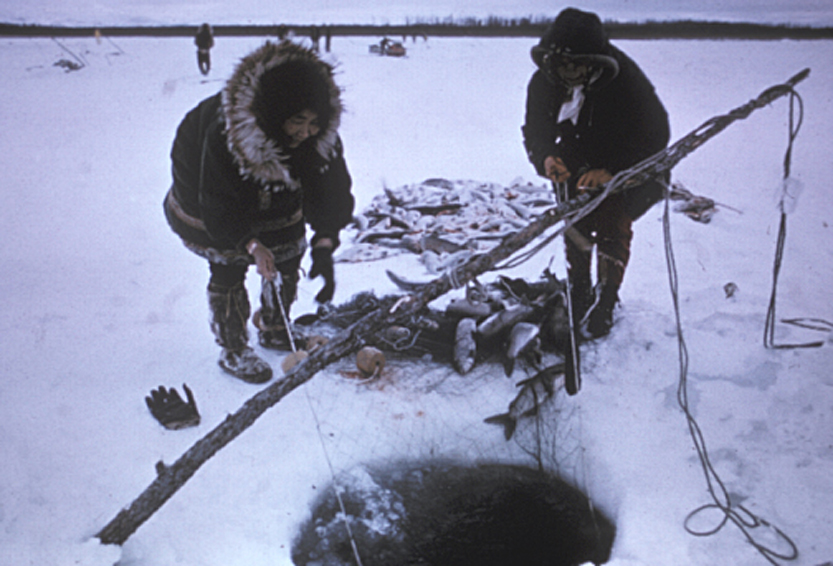